# 剥夺性积累
剥夺性积累（英語：accumulation by dispossession）是马克思主义地理学家大卫·哈维提出的一个概念。它表明了新自由主義资本主义政策通过剥夺公共和私人的财富或土地，使财富和权力集中在少数人手中。从1970年代至今，这种政策在许多西方国家都能够见到。哈维认为，这些政策主要遵循四种操作：私有化、金融化、危机管理和操纵，以及国家的再分配。

## 操作方式

### 私有化
公共资产的私有化和商品化一直是新自由主义最受批评和争议的方面。概括而言，其特征包括将财产从公有制转变成私有制。根据马克思主义理论，这会使国家权力转移至私人手中，使之服务于資產階級的利益。同时，私有化为资产阶级提供了谋利手段。交易后，他们可以向公众出售或租借曾经公有的东西，或者通过资本主义生产方式将其作为资本，来产生更多的资本。

### 金融化
1980年代开始的金融化浪潮是由政府放松管制推动的，它使金融体系成为再分配活动的主要中心之一。根据哈维的说法，1970年代后的资本主义金融体系的核心特点有股票推荐、龐氏騙局、以通货膨胀结构性地消灭資產、通过併購来拆卖资产、通过信贷和股票操纵来剥夺资产（通过股灾和公司倒闭来掠夺养老基金）。在这方面起到决定性作用的一个事实是，流通货币的数量乃至需求水平和价格水平都由私人银行的董事会控制。
这些银行的董事会同时还是其他公司和其他许多法律平台的董事，他们都从资产价格波动中获利。剥夺积累的核心是私人控制货币供应量，以获取私人利益，其中过程造成失业或公众情绪的不稳定。早在英格兰银行和荷兰央行成立之前，类似的过程就在英国历史上得到了很好的记载。无论有没有中央银行、有没有黄金支持，这种过程都能照常进行。该过程还会根据需要不时地调整细节，以平息民意。

### 危机管理和操纵
通过制造和操纵危机，例如突然提高利率，较贫穷的国家可能被迫破產，而同意诸如结构调整这样的交易可能会对这些国家造成更大的损害。哈维认为，这些行为是获美国财政部、世界银行和國際貨幣基金組織等机构授权的。

### 国家再分配
新自由主义民族国家是再分配政策最重要的推手之一。即使私有化或商品化对下层阶级似乎有利可图，从长远来看，它也可能对经济产生负面影响。国家试图通过各种方式进行再分配，例如将修编税法，使之更有利于投资回报，而不是（下层阶级的）工资性收入。

## 案例
玛格丽特·撒切尔在英国对公營住宅进行私有化的计划最初被视为对下层阶级有利，下层阶级能够以相对较低的成本从租用转变为拥有，获得对资产的控制权并增加其财富。但是，紧随私有化之后的是住房投机活动（特别是在地段好的核心区），低收入人口因而被迫转移到外围。最终，新的购房者还是要负债，并拿出收入的一部分来支付长期贷款的利息，从而事实上将其部分财富转移给了银行所有者，这些持证的银行拥有创造债务货币的权力。撒切尔的私有化计划使1970年代末居住在国民住宅中的英国居民中的潜在借贷人数增加了20％。当代的案例则有在印度兰迪格兰和南非eMacambini等地发生的试图剥夺居民土地的事件。
私有化是将公共资产从国家转移到私人公司的过程。生产性资产包括自然资源，例如土地水和空气。它们是国家代表其人民持有的信托资产。哈维认为，将它们私有化并以股份形式出售给私人公司即是掠夺性积累。
国家再分配的形式可以是将项目内定给利益集团，这包括：大型基础设施、由国家支付并由私营企业运营的服务、国防、研究项目。这些项目的合同究竟是公平地为公共利益服务，还是维持着权力结构，便存在疑问。此外，为各种国家批准的活动颁发许可证也可能造成财富的不公平分配。另一种重要的再分配渠道是由国家支持的私营企业融资。

## 与马克思主义的关系
哈维将这些实践与卡尔·马克思所说的资本原始积累联系起来，并进一步联系现实世界中的案例。根据哈维的观点，在新自由主义的現代性中，剥夺占主导地位，资产阶级以牺牲无产阶级为代价来获得权力。

## 当代反对剥夺性积累的运动
- 南非Abahlali baseMjondolo（英语：Abahlali baseMjondolo）
- 印度Bhumi Uchhed Pratirodh Committee（英语：Bhumi Uchhed Pratirodh Committee）
- 墨西哥萨帕塔民族解放军
- 海地Fanmi Lavalas（英语：Fanmi Lavalas）
- 巴西流浪工人运动（英语：Homeless Workers' Movement）
- 南非无地人民运动（英语：Landless Peoples Movement）
- 巴西无地工人运动
- 美国埃尔巴里奥正义运动（英语：Movement for Justice in el Barrio）
- 印度Narmada Bachao Andolan（英语：Narmada Bachao Andolan）
- 南非西开普反驱逐运动（英语：Western Cape Anti-Eviction Campaign）
- 美国占领家园（英语：Occupy Homes）
- 美国夺回土地（英语：Take Back the Land）

## 延伸阅读
- Harvey, David. . Oxford: Oxford University Press. 2003.
- Harvey, D. 2004. The 'new' imperialism: accumulation by dispossession （页面存档备份，存于）. Socialist Register 40: 63-87.
- David Harvey, Reading Marx's Capital （页面存档备份，存于）
- Reading Marx’s Capital – Class 12, Chapters 26-33, The Secret of Primitive Accumulation （页面存档备份，存于） (video lecture)
- The Nation-State, Core and Periphery: A Brief sketch of Imperialism in the 20th century.